# Vetenskapsåret 1997

## Händelser

### Arkeologi
- 19 april - Arkeologerna Lars Larsson och Birgitta Hårdh meddelar, att de vid undersökningar hittat sensationella fynd från cirka 500 före Kristus vid undersökningar på en åker i byn Uppåkra utanför Lund.[1]

### Astronomiochrymdfart
- 21 februari - Amerikansak rymdfärjan Discovery återvänder hem efter lyckad reparation av Rymdteleskopet Hubble.[1]
- 9 mars - En total solförmörkelse är från Jorden synlig i tidigare Sovjetunionen och Arktis [2].
- 1 april - Kometen Hale-Bopp befinner sig som närmast solen.[1]
- 9 april - Rymdsonden Galileos bilder från Jupitersatelliten Europa visar på ett heltäckande islager, och astronomer säger att där kan finnas liv.[1]
- 4 juli - USA:s obemannade rymdsond Mars Pathfinder landar på planeten Mars.[1]
- 14 augusti - Två kosmonauter från Mir landar välbehållna i Kazakstan, medan ersättningsbesättningen börjar laga de skador som uppkommit på Mir vid en krock med en Progress-farkost i juni 1997.[1]
- 15 oktober - USA: skjuter ut rymdsonden Cassini, som 2004 skall nå Saturnus.[3]

### Biologi
- 8 oktober - En forskargrupp vid Roslin Institute i Edinburgh rapporterar att manför första gången lyckats klona en cell från ett vuxet får och sedan skapa en exakt kopia av fåret.[1]
- 8 oktober - Världsnaturfonden presenterar en rapport som säger att nära två tredjedelar av världens ursprungliga skogar har förstörts, och om nuvarande (1997) takt, som ökat kraftigt på fem år, fortsätter kommer inga naturliga skogar i länder som Malaysia, Pakistan och Thailand finnas kvar om 50 år.[3]
- Okänt datum - Fåret Dolly, första klonade däggdjuret, visas upp.[3]

### Geologi
- 18 januari - 34-årige norrmannen Börge Ousland blir första människa att utan försörjning eller annan hjälp från yttervärlden korsa Antarktis.[1]
- 11 juli - 100-årsminnet av då Örnen lyfte mot Nordpolen uppmärksammas.[1]

### Medicin
- 1 januari - Sverige förbjuder tobaksförsäljning till barn och ungdomar under 18 år.[1]
- 1 februari - Två färska svenska undersökningar pekar inte på samband mellan snusande och cancer i mun och svalg.[1]
- 13 juli - För första gången i Skandinavien får två sjuka patienter dela på en lever från samma donator. Transplantationen genomförs på Sahlgrenska sjukhuset i Göteborg.[1]
- 19 november - En 29-årig kvinna i USA föder sjulingar, som läkarna bedömer alla har stor chans att överleva.[3]
- 21 november - En brittisk undersökning visar att de flesta silikonimplantat i bröst börjat läcka efter 20 år.[3]
- 26 november - Under läkarstämman i Älvsjö hävdas att motion är bästa effektiva metoden för att behandla åldersdiabetes, och bör bli självklar bas i framtidens vård.[3]
- 5 december - Nordens hittills (1997) yngsta hjärtbytespatient, en tre månader gammal flicka, får nytt hjärta vid lyckad operation på Östra sjukhuset i Göteborg.[3]
- Okänt datum - Food and Drug Administration godkänner daclizumab, den första humaniserade antikropparna inom terapi.[4]

## Pristagare
- Bigsbymedaljen: James Anthony Jackson [5]
- Copleymedaljen: Hugh Huxley
- Davymedaljen: Jean-Marie Lehn
- Göran Gustafssonpriset:
  - Molekylär biologi: Christer Betsholtz
  - Fysik: Olle Inganäs
  - Kemi: Sven Lidin
  - Matematik: Dennis Hejhal
  - Medicin: Lars Björck
- Ingenjörsvetenskapsakademien utdelar Stora guldmedaljen till Percy Barnevik
- Nobelpriset:[6]
  - Fysik: Steven Chu, Claude Cohen-Tannoudji, William D. Phillips
  - Kemi: Paul D. Boyer, John E. Walker, Jens Christian Skou
  - Fysiologi/Medicin: Stanley B. Prusiner
- Steelepriset: Mikhael Gromov, Anthony Knapp och Ralph Phillips
- Sylvestermedaljen: H.S.M. Coxeter
- Turingpriset: Douglas Engelbart
- Wollastonmedaljen: Douglas James Shearman [7]

## Avlidna
- 8 januari – Melvin Calvin, amerikansk kemist, nobelpristagare.
- 10 januari – Alexander Robertus Todd, brittisk kemist, nobelpristagare.
- 12 januari – Charles B. Huggins, kanadensisk-amerikansk fysiolog, nobelpristagare.
- 7 mars – Edward M. Purcell, amerikansk fysiker, nobelpristagare.
- 12 april – George Wald, amerikansk fysiolog, nobelpristagare.
- 2 maj – John Eccles, australisk fysiolog, nobelpristagare.
- 22 maj – Alfred D. Hershey, amerikansk bakteriolog och genetiker, nobelpristagare.
- 25 juni – Jacques-Yves Cousteau, 87, fransk oceanograf.[1]
- 23 augusti – John Kendrew, brittisk biokemist, nobelpristagare.

### Fotnoter
1. 1 2 3 4 5 6 7 8 9 10 11 12 13   Horisont 1997. Bertmarks
2. ↑  Så funkar universum, James Muirden
3. 1 2 3 4 5 6 7   När Var Hur 1999. Forum
4. ↑  Waldman, Thomas A. (27 mars 2003). ”Immunotherapy: past, present and future” (PDF). Nature Medicine "9" (3):  ss. 269–277. doi:10.1038/nm0303-269. PMID 12612576. http://www.nature.com/cgi-taf/DynaPage.taf?file=/nm/journal/v9/n3/full/nm0303-269.html&filetype=pdf.
5. ↑  ”Geological Society”. Arkiverad från originalet den 5 juni 2011. https://web.archive.org/web/20110605101836/http://www.geolsoc.org.uk/gsl/society/history/page753.html. Läst 13 april 2011.
6. ↑  ”Nobelpriset”. http://nobelprize.org/nobel_prizes/lists/all/index.html. Läst 10 april 2011.
7. ↑  ”Geological Society”. Arkiverad från originalet den 5 juni 2011. https://web.archive.org/web/20110605102217/http://www.geolsoc.org.uk/gsl/society/history/page750.html. Läst 14 april 2011.